# Mastigophorophyllon bulgaricum
Mastigophorophyllon bulgaricum är en mångfotingart som beskrevs av Christoph D. Schubart 1934. Mastigophorophyllon bulgaricum ingår i släktet Mastigophorophyllon och familjen Mastigophorophyllidae. Utöver nominatformen finns också underarten M. b. pirinicum.